# Epomophorus crypturus
Epomophorus crypturus — вид рукокрилих, родини Криланових.

## Поширення і стиль життя
Країни поширення: Ангола, Ботсвана, Демократична Республіка Конго, Малаві, Мозамбік, Намібія, Есватіні, Танзанія, Замбія, Зімбабве. Він був записаний на висотах до 2185 м над рівнем моря, хоча в основному проживає на висотах від 500 до 1500 м над рівнем моря. Цей вид, як правило, пов'язаний з сухими саванами і річковими лісами з плодоносними деревами. Йому властиві значні польоти у пошуках їжі, і Epomophorus crypturus можуть залітати в міста і харчуватися на культурах і плодових деревах. Колонії часто спочивають під пологом дерев у густому листі.

## Загрози та охорона
Як видається, немає серйозних загроз для цього виду в цілому. Деякі групи населення можуть переслідуватись як шкідники сільськогосподарських культур. Вид був записаний з багатьох природоохоронних територій.